# Julius von Farkas
Julius von Farkas zu Kisbarnak, auch Gyula Farkas (amtlich ungarisch kisbarnaki Farkas Gyula) (geboren 27. September 1894 in Eisenstadt, Österreich-Ungarn; gestorben 12. Juli 1958 in Göttingen) war ein ungarisch-deutscher Linguist.

## Leben

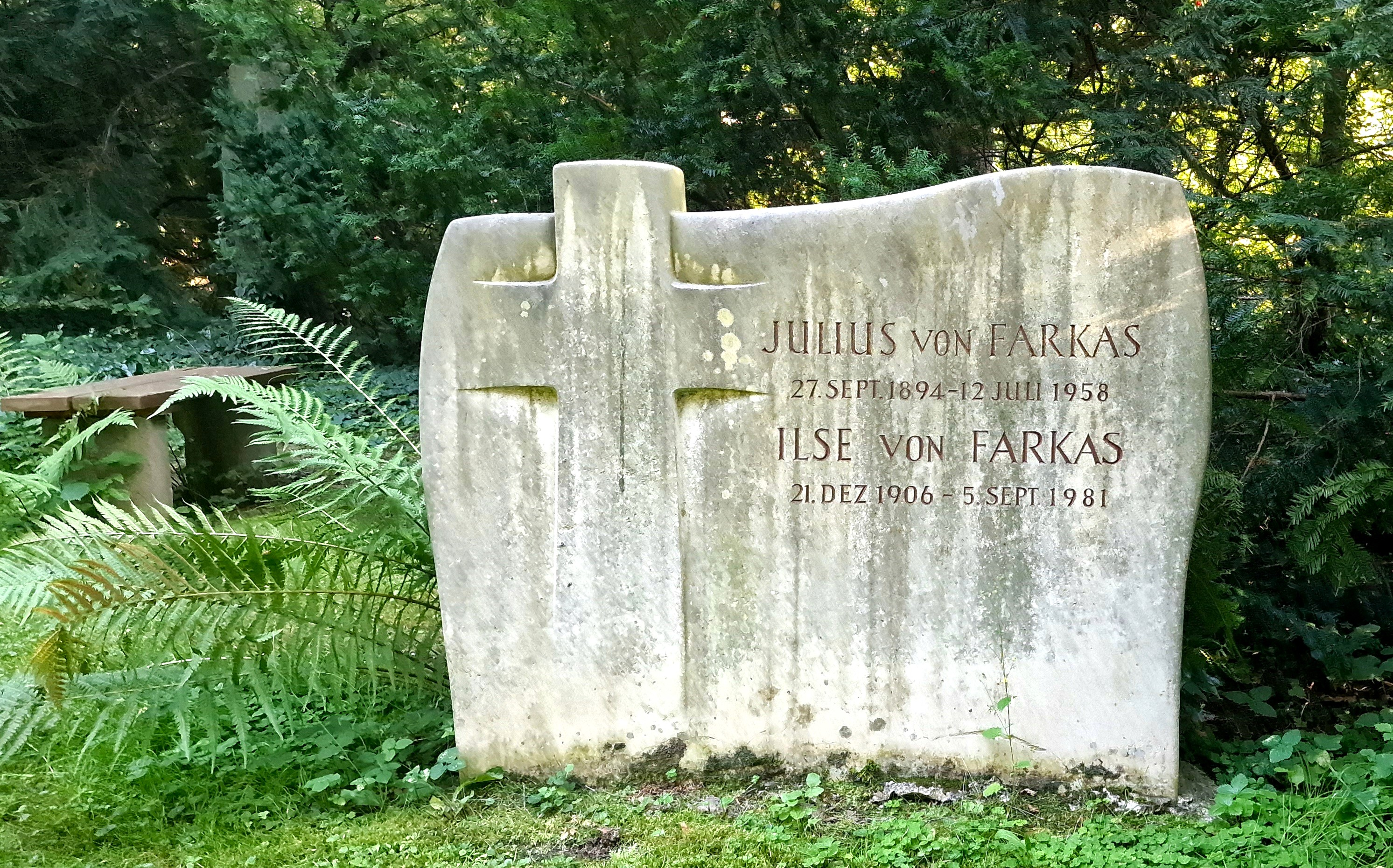
Grabstein Julius von Farkas auf dem Stadtfriedhof Göttingen

Gyula Farkas studierte ungarische und romanische Philologie an der Universität Budapest und wurde 1919 promoviert. 
Nach dem Studium arbeitete als Lektor am ungarischen Institut der Friedrich-Wilhelms-Universität in Berlin bei Ernst Lewy. Von 1925 bis 1928 war er an der Universität Budapest tätig. 1928 wurde er in Berlin zum ao. Professor ernannt und 1932 zum Professor der ungarischen Sprache und Literatur berufen. In der Zeit des Nationalsozialismus war er Vorsitzender der Deutsch-Ungarischen Gesellschaft und Kurator des Collegium Hungaricum in Berlin. Als 1939 in Deutschland von ihm verlangt wurde, seine doppelte Staatsbürgerschaft zu bereinigen, legte er auf Anraten seines Pfadfinderfreundes und seinerzeitigen ungarischen Ministerpräsidenten Pál Teleki die ungarische Staatsbürgerschaft ab. Während des Zweiten Weltkriegs wurde er wiederholt zur Wehrmacht einberufen und war auch während der deutschen Besetzung 1944 in Ungarn als Soldat eingesetzt.
Nach dem Zweiten Weltkrieg gründete er im Jahr 1947 das Finnisch-Ugrische Seminar an der Universität Göttingen. 1957 wurde er zum ordentlichen Mitglied der Göttinger Akademie der Wissenschaften gewählt.

## Schriften (Auswahl)
- mit Rolf Dencker; Gustav Ränk; Joseph Wiesner: Die Kulturen der eurasischen Völker. Frankfurt am Main : Akadem. Verl.-Ges. Athenaion, 1968
- Der Münchner Kodex. Ein ungarisches Sprachdenkmal aus dem Jahre 1466. Wiesbaden : Harrassowitz 1958
- Ungarns Geschichte und Kultur in Dokumenten. Wiesbaden, Harrassowitz 1955
- Südosteuropa, ein Überblick. Göttingen : Vandenhoeck & Ruprecht 1955
- Der ungarische Vormärz : Petőfis Zeitalter.  Berlin : de Gruyter  1943 und Göttingen : Vandenhoeck & Ruprecht 1955
- Samuel Gyarmathi und die finnisch-ugrische Sprachvergleichung. Göttingen : Vandenhoeck & Ruprecht 1948
- Der Freiheitskampf des ungarischen Geistes : 1867-1914 ; Ein Kapitel aus d. Geschichte d. neueren ungar. Literatur. Berlin : de Gruyter 1940
- Kultur der ugro-finnischen Völker.  in: Handbuch der Kulturgeschichte : Abt. 2,  Potsdam : Athenaion  1936
- Die Entwicklung der ungarischen Literatur. Berlin : de Gruyter 1934
- Die ungarische Romantik. Berlin : de Gruyter 1931
- Gärende Seelen – Eine Erzählung aus dem ungarischen Jungenleben. Potsdam : L. Voggenreiter 1929
- A tábortűz üzen : Elbeszélések. Berlin : L. Voggenreiter 1924
- mit Róbert Gragger: Bibliographia Hungariae : Verzeichnis der 1861-1921 erschienenen, Ungarn betreffenden Schriften in nicht ungarischer Sprache. Berlin : W. de Gruyter & Co., 1923–29.